# Rio Palhano
Rio Palhano är ett periodiskt vattendrag i Brasilien.   Det ligger i delstaten Ceará, i den östra delen av landet, 1 700 km nordost om huvudstaden Brasília.
Omgivningarna runt Rio Palhano är huvudsakligen savann. Runt Rio Palhano är det ganska tätbefolkat, med 90 invånare per kvadratkilometer.